# نیروگاه هسته‌ای انگرا
نیروگاه هسته‌ای انگرا (به پرتغالی: Central Nuclear Almirante Álvaro Alberto) یک نیروگاه هسته‌ای در برزیل است که در آنگرا دوس ریس واقع شده‌است.